# 八幡平號列車
八幡平（日语：／ Hachimantai */?）號列車是行走於大館站至盛岡站之間的快速列車。

## 概要
此列車是繼承前身，連接盛岡和秋田縣各地的急行列車「米代」。
後來隨著行走班次數量減少，在2015年3月時間表修正中被廢除。

## 運行概況
截至廢除前一刻，每日設有1個往返班次。前往盛岡的班次為日間時段，前往大館的班次為黃昏時段。

### 停車站
盛岡站 - 青山站 - 廚川站 - 巢子站 - 瀧澤站 - 澀民站 - 好摩站 -（東大更站）- 大更站 - 平館站 -（北森站）- 松尾八幡平站 - 安比高原站 - 荒屋新町站 - 田山站 - 湯瀨溫泉站 - 鹿角花輪站 - 十和田南站 -（末廣站）-（土深井站）-（澤尻站）-（十二所站）- 大瀧溫泉站 - 扇田站 - 東大館站 - 大館站
- （）內的車站只有下行班次停靠。

## 使用車輛
「八幡平」使用來自盛岡車輛中心的KiHa110系柴油列車（前往盛岡的班次為4卡編成，前往大館的班次為2卡編成），所有車廂為自由席並且禁煙。

## 花輪線優等列車演變
- 1962年：開設行走於盛岡站至秋田站之間的準急列車「米代」，途經花輪線和奧羽本線。
- 1963年：「米代」增加1個往返班次至2個往返班次。
- 1965年：开行仙台 - 弘前，经釜石線、山田線、花輪線、奥羽本线的準急「三陆」。
- 1966年：
  - 3月：「米代」、「三陆」升級為急行列車。
  - 10月：急行「三陸」改名「陆中」，运行区间变更为仙台 - 秋田。[1]
- 1967年：「米代」於仙台站到發的1個往返班次整合至於上野站到發的急行「陸奧」，並駛入至弘前站。使「米代」只剩於於盛岡站到發的1個往返班次。
- 1968年：於盛岡站到發的「米代」改名為「八幡平」。
- 1970年：與上野站到發的急行「陸奧」進行系統分割，該列車縮短至於仙台站到發，並改名為「米代」。
- 1972年：於盛岡站到發的「八幡平」并入急行「米代」。同时，「三陸」废止编入「陆中」，「陸中」運行區間縮短至仙台 - 宮古，宮古 - 秋田改开行「米代」。當時的急行「米代」有2往復，行走於宮古站、盛岡站至秋田站之間，途經花輪線。[2]
- 1982年11月15日：「米代」的行駛區間改為盛岡站至大館站、弘前站之間。停車站有：

盛岡站 - 好摩站 - 大更站 - 荒屋新町站 - 湯瀨站（現時：湯瀨溫泉站） - 八幡平站 - 陸中花輪站（現時：鹿角花輪站） - 十和田南站 - 大瀧溫泉站 - 扇田站 - 東大館站 - 大館站 - 碇關站 - 大鱷站（現時：大鱷溫泉站） - 弘前站
- 1985年3月14日：「米代」降級為快速列車「八幡平」。設有2個往返班次。

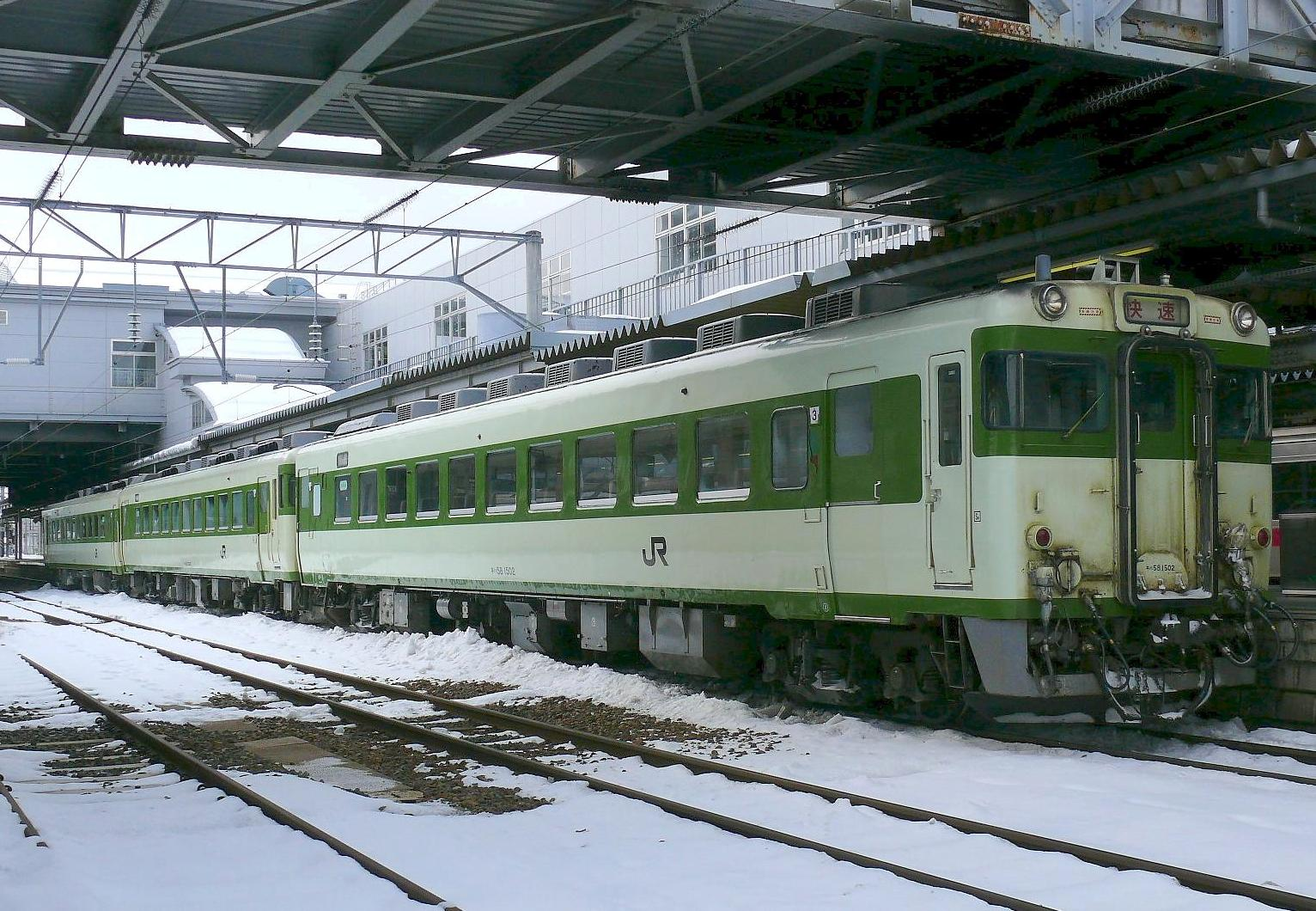
急行「米代」以及後繼的快速列車均使用KiHa58、28系柴油列車。
（2008年2月3日）

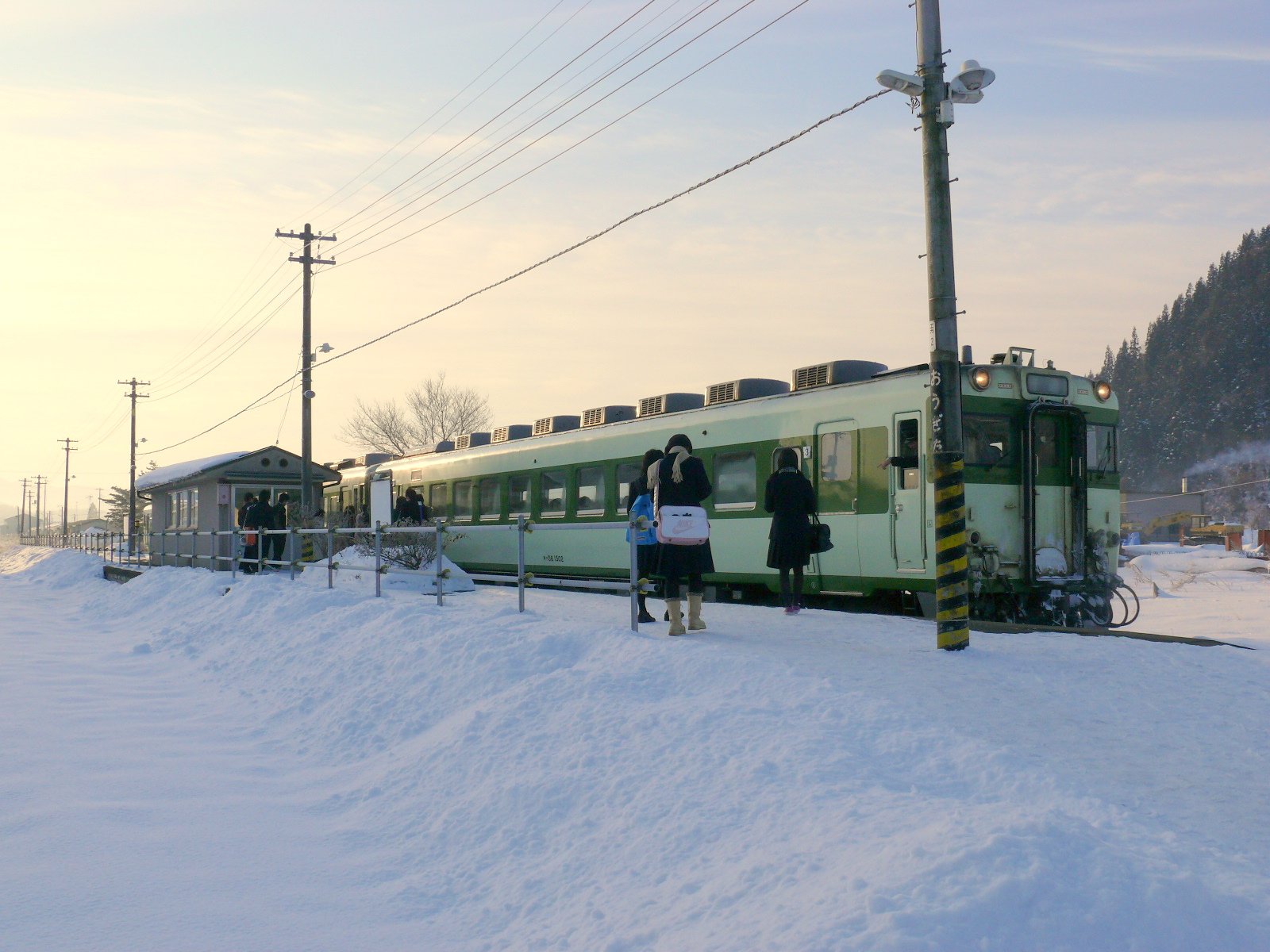
在花輪線扇田站停靠中的奧羽本線快速列車。
（2008年2月3日）

- 1986年11月1日：快速「八幡平」於大館站到發的班次被廢除。只剩下於弘前站到發的班次。另外，開設行走於秋田站至陸中花輪站（現時：鹿角花輪駅）之間的急行「米代」。「米代」的急行區間只限秋田站至大館站之間，在花輪線內各站停車。
- 1992年3月14日：快速「八幡平」增加1個往返班次，行走於盛岡站至大館站之間。
- 1997年1月10日：開設臨時寢台急行「White Snow安比」，從上野站出發前往安比高原站[3]。
- 1998年1月9日：臨時寢台急行「White Snow安比」的部分車輛於盛岡站分割。並改名為「White Snow安比·盛岡」。
- 1999年12月4日：從弘前出發前往盛岡的快速「八幡平」於大館把系統分離，使所有列車只行走盛岡站至大館站之間。
- 2000年3月11日：快速「八幡平」1個往返班次降級為普通列車。使快速「八幡平」剩下1個往返班次。
- 2001年12月1日：「八幡平」加停澀民站和瀧澤站。
- 2002年12月1日：隨著東北新幹線延長開通至八戶站，設有以下變更：
  1. 急行「米代」被廢除，降級為沒有愛稱的快速列車[4]，快速列車加停井川櫻站，另外所有車廂禁煙化。
  2. 由於東北本線盛岡站至好摩站之間由IGR岩手銀河鐵道繼承，使「White Snow安比·盛岡」被廢除。

廢除前的急行列車「米代」停車站
秋田站 - 土崎站 - 追分站 - 大久保站 - 八郎潟站 - 森岳站 - 東能代站 - 二井站 - 鷹之巢站 - 早口站 - 大館站 - （花輪線內各站停車） - 鹿角花輪站
  - 於花輪線內（大館站 - 鹿角花輪站之間）變為普通列車。

使用車輛
秋田車輛中心（現時：秋田綜合車輛中心南秋田中心（日语：秋田総合車両センター南秋田センター））所屬的國鐵KiHa58、28系柴油列車（日语：国鉄キハ58系気動車）3卡編成，所有車廂均為自由席。
- 2007年3月：「八幡平」的車輛由KiHa52、58系更換為KiHa110系。
- 2008年3月15日：行走於鹿角花輪站至秋田站之間的快速列車（前「米代」）於大館站分離為兩個班次，鹿角花輪至大館之間使用KiHa110系行走，大館站至秋田站之間使用701系電動列車行走，使再沒有奧羽本線直通列車班次。
- 2009年3月14日：在黃昏時段，行走於盛岡站至松尾八幡平站之間的普通列車被廢除，替代班次為「八幡平」下行班次，行走於好摩站至松尾八幡平站之間，該班次各站停車。
- 2010年12月4日：「八幡平」於岩手銀河鐵道線內各站停車。
- 2015年3月14日：「八幡平」被降級為普通列車，下行從盛岡出發前往大館，上行從大館出發前往鹿角花輪[5]。

## 注腳